# Dasineura vulgatiformiae
Dasineura vulgatiformiae är en tvåvingeart som beskrevs av Sylven 1998. Dasineura vulgatiformiae ingår i släktet Dasineura och familjen gallmyggor. Inga underarter finns listade i Catalogue of Life.